# Audacity (dal)
Az Audacity a brit rapper, Stormzy dala, amelyen közreműködött Headie One. 2019. december 11-én jelent meg, mint a Heavy Is the Head ötödik kislemeze.
A dal videóklipje a kislemezzel egyidőben jelent meg YouTubeon.

## Slágerlista
| Slágerlista (2019)                    | Legmagasabb pozíció |
| ------------------------------------- | ------------------- |
| Írország (IRMA)                       | 8                   |
| Egyesült Királyság (UK Singles Chart) | 6                   |
| Egyesült Királyság (UK R&B Chart)     | 2                   |